# Новая Беларусь (конференция)
Конференция «Новая Беларусь» (бел. Канферэнцыя «Новая Беларусь») — ежегодная конференция белорусских демократических сил. Организуется офисом Светланы Тихановской, Объединённым Переходным Кабинетом и Координационным советом Беларуси. Впервые была проведена в 2022 году. Конференция стала центральным местом проведения дискуссий между белорусскими политическими силами, а также местом подписания совместных деклараций и презентаций новых политических проектов.

## Цели
Цель конференции — собрать белорусские демократические силы, активистов, диаспору, общественные и культурные инициативы для обсуждения стратегических приоритетов демократического движения. Конференция нужна, чтобы обсудить положение дел на политической арене, а также стратегию достижений перемен в стране. Ещё одной целью является актуализация вызовов демократическому сообществу и совместный поиск их решения.

## История

### Первая конференция (2022)
Первая конференция длилась два дня с 8 по 9 августа 2022 года в Вильнюсе. Приглашения поучаствовать получили 48 экспертов, 45 представителей бизнеса, 128 представителей государственного сектора, 49 представителей медиасообщества и блогеров, 25 бывших политзаключенных и их членов семей, а также 59 представителей политических структур. Конечное участие подтвердили 321 человек и 51 представитель СМИ. В первый день участникам предлагалось обсудить темы стратегических приоритетов деятельности политических сил, транзитный период, экономический кризис в стране и реорганизацию демократического движения. На второй день конференции были организованы панели по частному бизнесу, цифровой политике и гражданскому обществу.
По итогам форума Светлана Тихановская объявила о создании Объединённого Переходного Кабинета Беларуси, в который вошли Павел Латушко, Валерий Сахащик, Валерий Ковалевский и Александр Азаров. Также Тихановская объявила о реформировании Координационного совета, который должен представлять белорусское общество и являться площадкой для дискуссий и инициатив.

### Вторая конференция (2023)
Вторая конференция прошла 6 августа 2023 года в Варшаве. Мероприятие началось с минуты молчания по погибшим «за свободу Беларуси». Участников поприветствовала Светлана Тихановская и председатель Рады БНР Ивонка Сурвилла. Первая панель была посвящена проделанной работе демократическими силами и их планам на будущее. Вторая панель была посвящена взаимодействию Беларуси и России и перспективе интеграции Беларуси в Европу. Участникам мероприятия было предложено подписать несколько деклараций о «дружбе Беларуси с Европейским Союзом» и «солидарности с народом Украины». Перед началом третьей панели представителем ОПКБ Валерией Ковалевским был представлен проект паспорта «Новой Беларуси». Сама панель касалась будущего страны.
После всех панелей Светланой Тихановской был награждён посмертно политический заключённый Витольд Ашурок. Медаль «Гонар і Годнасць» была вручена его брату. Закончилась конференция кадровыми перестановками в Переходном Кабинете.

### Третья конференция (2024)
Третья конференция проходила два дня с 3 по 4 августа 2024 года. Изначально конференцию планировали провести в Варшаве, но организаторам пришлось переносить мероприятие в Вильнюс из-за запланированного концерта Тейлор Свифт в польской столице. Организаторы не смогли бы покрыть расходы на билеты и проживание из-за наплыва туристов в Варшаву. На мероприятие было зарегистрировано около 600 участников, однако в первый день наблюдалось примерно 300 человек. В том числе в конференции поучаствовали бывший посол Украины в Беларуси Игорь Кизим и бывший посол Польши в Беларуси Артур Михальский. В первый день конференции обсуждались главные вызовы перед демократическими силами, экономика и белорусская идентичность. Во второй день обсуждались темы политических заключённых, белорусских добровольцев и ветеранов российско-украинской войны. Также была проведена презентация Международного фонда гуманитарной помощи.
По итогам конференции была представлена «Платформа-2025» и протокол взаимодействия между основными акторами демократических сил. Также подписанты протокола договорились о закреплении статуса «национального лидера» Светланы Тихановской до момента проведения честных выборов в стране или до момента её желания приостановить свою деятельность.

## Угрозы
Конференции несколько раз прерывались угрозой минирования. Первую конференцию 2022 года пришлось прервать на полчаса из-за поступившего сообщения о бомбе. Полиция Вильнюса объявила о введении плана «Щит», однако взрывчатка в здании не была обнаружена и участники смогли вернуться к мероприятию. В 2023 году участники также были вынуждены на несколько часов покинуть конференцию из-за сообщения о минировании отеля, в котором проходило мероприятие. Электронное письмо о минировании было написано на русском языке. Саперы проверили отель и не обнаружили в нём бомбу.
Накануне третьей конференции организация BYPOL сообщила о готовящейся провокации спецслужб Беларуси и России против участников мероприятия Франака Вечёрки и Павла Латушко.

## Оценки

### Положительные
Директор института «Политическая сфера» Андрей Казакевич положительно оценил идею проведения конференции, как возможность выслушать позицию разных политических структур и сделать первый шаг к их консолидации.

### Критика
Аналитик Европейского совета по международным отношениям Павел Слюнькин назвал проведение конференции вынужденным и признал, что не ждёт от неё ничего, кроме «очередной порции новостей о спорах среди оппозиции».
Первая конференция критиковалась за большое количество кофе-пауз, а также выделению всего 5 минут на тему итогов демократического движения за два года работы. Вторая конференция критиковалась участниками за упор на выступления, а не дискуссии. Некоторым людям приходилось пропускать панели, чтобы пообщаться со старыми знакомыми.